# Santi Arisa
Santiago Arisa Pujol (Manresa (Barcelona) 1947) es un músico español.

## Trayectoria artística
Santi Arisa ha acompañado en estudio y en directo a muchos cantantes catalanes (Lluís Llach, Pi de la Serra, Miquel Pujadó, Esquirols, Ramon Muntaner, etc.) y ha formado parte de grupos de jazz-rock como Fusioon, Pegasus, además de formar dúo con Jordi Sabatés y de ser el creador de la Sardanova. Sus instrumentos principales son los de percusión, y, especialmente, la batería. Desde siempre, no obstante, Santi Arisa quiso darse a conocer como cantante (de hecho, sus orígenes fueron como cantante de orquesta, como se muestra en la película "Orquesta Club Virginia", en la que es encarnado por el actor Jorge Sanz).
Desde los años setenta, con uno de sus grupos (Tribu o La Tribu de Santi Arisa), suele emprender la ejecución de piezas cantadas siempre que puede ("Visca la mandra"). En 1986, en una tanda de conciertos en el primer Zeleste con la que celebró su 25º aniversario de vida profesional, cantó algunas canciones, solo o con invitados como Josep Guardiola ("Sixteen tons"). De estas actuaciones resultaron un disco doble de larga duración ("25 anys Arisa Music Show", de 1986) y un disco sencillo. El disco de Santi Arisa y Tribu "Passa-t'ho bé", de 1991, contiene algunas canciones basadas en las posibilidades onomatopéyicas de las palabras.
En 1997, publica el disco "Taverna de poetes", con musicaciones de estilo de rock y de blues de textos de Pere Quart, Vicent Andrés Estellés, Josep Carner, Miquel Martí i Pol, Salvador Espriu, Jordi Jané, Salvador Perarnau y Ferran Anell, y también de él mismo.
Es autor de bandas sonoras de películas y de series de televisión: "Terra d'escudella" (1977, de Lluís Maria Güell, Sergi Schaaff i Mercè Vilaret), "El timbaler del Bruc" (1982, Jordi Grau i Solà), "Caín" (1987, Manuel Iborra), "El extranger-oh! de la calle Cruz del Sur" (1987, Jordi Grau), "El baile del pato" (1989, Manuel Iborra), "Orquesta Club Virginia" (1992, Manuel Iborra), "Subjúdice" (1998, Josep Maria Forn i Costa), "Pepe Guindo" (1999, Manuel Iborra).